# Duleep Singh
Marajá Duleep Singh, GCSI (6 de Setembro de 1838 – 22 de Outubro de 1893), também conhecido como Dalip Singh e mais tarde com o cognome O Príncipe Negro de Perthshire, foi o último marajá do Império Sikh. Era o filho mais novo do marajá Ranjit Singh e filho único da Marani Jind Kaur.
Depois dos assassinatos dos seus quatro antecedentes, Duleep subiu ao poder em Setembro de 1843, com cinco anos de idade. Durante um tempo a sua mãe governou como Regente, mas em Dezembro de 1846, depois da Primeira Guerra Anglo-Sikh, foi substituída por um Residente Britânico e aprisionada. Durante treze anos e meio não foi permitido que mãe e filho se encontrassem. Em Abril de 1849, Duleep com dez anos, foi colocado ao cuidado do Dr. John Logan e da sua esposa e deram-lhe uma bíblia. Foi-lhe ensinado o estilo de vida britânico e eventualmente acabou por converter-se ao Cristianismo.
Aos quinze anos foi exilado para a Grã-Bretanha onde foi protegido e muito admirado pela Rainha Vitória, que se diz ter escrito ao Punjabi Marajá: "Esses olhos e esses dentes são muito bonitos". A Rainha era madrinha de vários dos seus filhos.

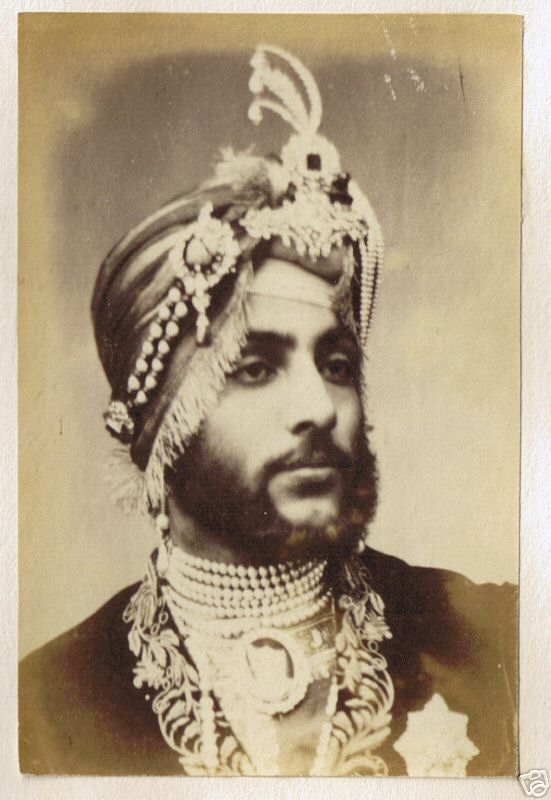
Duleep em 1856.

Em 1856 tentou contactar a sua mãe, mas a sua carta e os emissários foram interceptados pelos britânicos na Índia, acabando a carta por se perder. No entanto, foi persistente, e com a ajuda de Login, deram-lhe permissão para se encontrar com ela a 16 de Janeiro de 1861, no Hotel Spence em Calcutá, e trouxe-a consigo para a Inglaterra. Nos últimos dois anos da sua vida, a sua mãe contou ao marajá sobre a sua herança Sikh e o seu império que outrora tinha sido seu para governar.
Duleep Singh morreu em Paris em 1893 com 55 anos de idade, depois de ter visto a Índia apenas duas vezes depois dos quinze anos. Essas duas visitas foram passagens muito curtas e muito controladas: uma quando trouxe a sua mãe para Inglaterra, e outra em 1863 para depositar as cinzas da mãe.
O desejo de Duleep Singh de que o seu corpo fosse enterrado na Índia nunca foi honrado. O valor simbólico de um funeral de um dos filhos do Leão de Punjab poderia ter causado tumultos, dado o ressentimento crescente ao domínio britânico. O seu corpo foi enterrado de acordo com os rituais cristãos, ao lado da campa da sua esposa Marani Bamba e do seu filho Príncipe Edward Albert Duleep Singh.